# Tonkawes
Els tonkawa són una tribu índia de grup lingüístic desconegut (englobat sovint en el grup hoka) però emparentat amb els caddos. El seu nom prové del waco tonkaweya ("ells són aquí"). S'anomenaven Titskan-watich "homes nadius". Es dividia en tres grups: ervipiame, mayeye i yojuane. Vivien al centre-sud de Texas, als marges dels rius Colorado i Trinity. Actualment viuen en una reserva al riu Brazos (comtat de Kay, Oklahoma).

## Demografia

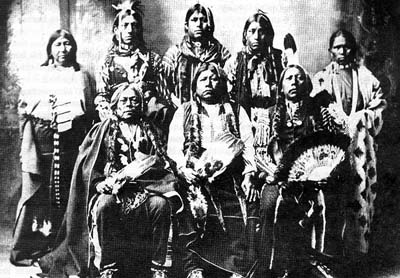
Caps tonkawa el 1898: dempeus, L-R, Winnie Richards, John Rush Buffalo, William Stevens, John Allen, i Mary Richards. Asseguts, L-R John Williams, Grant Richards, i Sherman Miles

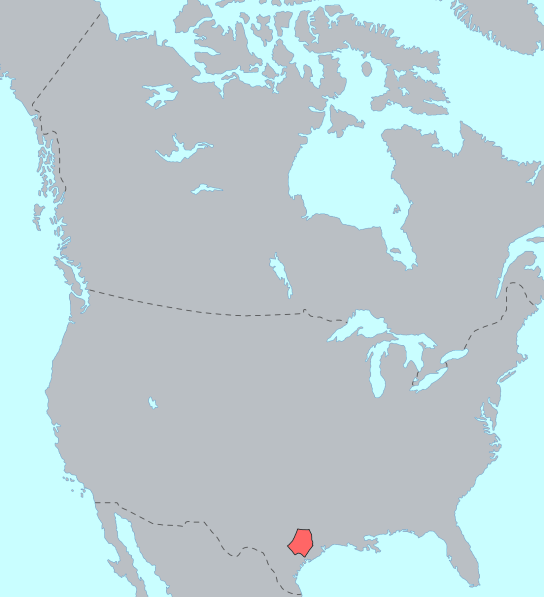
Tonkawa

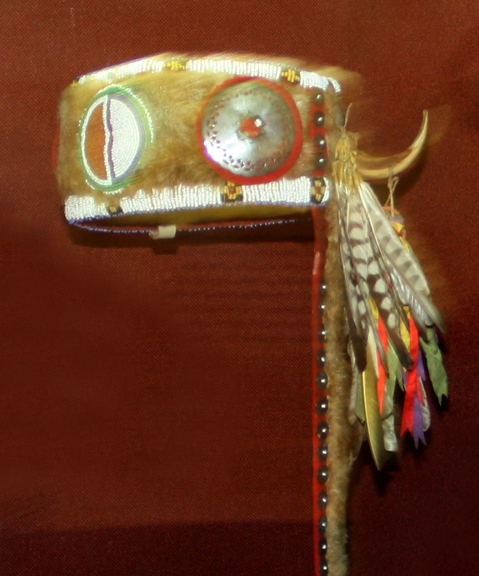
Turbant de pell tonkawa, circa 1880, Oklahoma, Oklahoma History Center

Eren 1.500 individus el 1691, però el seu nombre va caure fins a 43 indis el 1910, 48 el 1908 i 55 el 1970. Tanmateix, el 1980 només en restaven 19. Segons dades de la BIA del 1995, a la Reserva Tonkawa (Agència Pawnee) hi vivien 236 persones, però 335 eren apuntats al rol tribal. Segons el cens dels Eua del 2000, hi havia 241 tonkawa purs, 27 barrejats amb altres tribus, 58 barrejats amb altres races i 7 amb altres races i altres tribus. En total, 333 individus.

## Costums
La seva cultura era com la dels indis de les planures, caçadors de bisons, nòmades i habitants, nòmades i habitants en viles de tipis. Segons es creia, també s'alimentaven de carn humana, per la qual raó eren especialment temuts i odiats.
En temps de guerra es vestien amb jaquetes de cuir i es guarnien el cap amb banyes de bisó i plomes brillants. També es distingeixen en la seva llengua per mantenir una numeració quinària, la seva llengua té el dual, la reduplicació dels adjectius i verbs per fer el plural i una conjugació negativa.

## Història
Durant el segle xviii es van fer amics i aliats dels comanxes i dels wichita contra els apatxes, tot i que eren amics des apatxes lipan, i més tard d'aquells contra aqueixos. El 1756 els missioners intentaren d'evangelitzar-los inútilment. Tot i així, el 1770 es van amistançar amb els espanyols i obtingueren armes de foc a canvi de sèu i pells de bisó i cérvol. El 1778 disposaven de 300 guerrers. Nogensmenys, el 1782 el seu cabdill El Mocho (rebia aquest nom perquè perdé una orella lluitant contra els osage), presoner apatxe esdevingut cap tonkawa, organitzà una partida de 4.000 guerrers tonkawa, lipan i apatxe contra els espanyols, però aquests el capturaren i el mataren.
Durant un temps foren aliats dels texans anglosaxons en la seva lluita per la independència, així com en les guerres del 1858 contra els comanxes i wichita. Però això no va evitar que el 1859 fossin internats en una reserva del riu Brazos (Texas). Allí, com que durant la Guerra civil americana van fer d'escoltes dels sudistes, el 1862 uns 133 foren massacrats per una acció conjunta dels lenapes, shawnee i caddos per compte dels federals en l'anomenada Massacre Tonkawa. Els tonkawa supervivents foren traslladats a Territori Indi i reassentats a l'àrea de l'actual comtat de Kay (Oklahoma). I uns 137 més moriren més tard de verola.
Els tonkawa lluitaren al costat del 4t de Cavalleria en les guerres contra els comanxes durant la Batalla de Blanco Canyon (1871) i la Batalla del North Fork del riu Red (1872).
Els 90 supervivents foren duts l'octubre de 1884 pel govern federal de les seves reserves de riu Brazos, al nord de Texas, on viuen llurs descendents.

## Economia
La Tribu Tonkawa opera un cert nombre de negocis que els reporta uns beneficis anyals de 10.860.657 $. Endemés de nombroses tendes de tabac, la tribu gestiona el Tonkawa Indian Casino situat a Tonkawa (Oklahoma), i el Native Lights Casino a Newkirk (Oklahoma).